# Saint-Pantaléon-de-Lapleau
Saint-Pantaléon-de-Lapleau – miejscowość i gmina we Francji, w regionie Nowa Akwitania, w departamencie Corrèze.
Według danych na rok 1990 gminę zamieszkiwało 65 osób, a gęstość zaludnienia wynosiła 8 osób/km² (wśród 747 gmin Limousin Saint-Pantaléon-de-Lapleau plasuje się na 530. miejscu pod względem liczby ludności, natomiast pod względem powierzchni na miejscu 593.).